# Deutsche Meisterschaft im Straßenrennen 1982 (Amateure)
Die Deutsche Meisterschaft im Straßenrennen der Amateure 1982 wurde am 27. Juni in Rosenheim in Bayern ausgetragen. Startberechtigt waren die Amateure mit einer Lizenz des Bundes Deutscher Radfahrer. Die Strecke war 172 Kilometer lang.

## Rennverlauf
Der Verein RSV 96 Rosenheim hatte die Organisation der Meisterschaft übernommen. 243 Radrennfahrer gingen an den Start. Das Rennen war von Dauerregen in Wind geprägt. Herbert Brehm initiierte den ersten Vorstoß. Mit Jörg Wiechmann und Andreas Strupp bildete er eine Gruppe, die das Rennen bis kurz vor dem Finale bestimmte. Nach 115 Kilometern hatten mehrere Fahrer einzeln oder in kleinen Gruppen aufgeschlossen. 23 Radrennfahrer bildeten nun die Spitze. Auf dem finalen Anstieg nach Höhenmoos setzten sich Rolf Gölz, Dieter Burkhardt und Werner Stauff ab und kamen mit 39 Sekunden Vorsprung zum Ziel, wo Burkhardt den Sprint gewann.
|     | Fahrer           | Verein                        | Zeit (h) |
| --- | ---------------- | ----------------------------- | -------- |
| 01. | Dieter Burkhardt | RSG Nürnberg                  | 4:49:20  |
| 02. | Rolf Gölz        | BRC Opel Schüler Derby Berlin | 4:49:20  |
| 03. | Werner Stauff    | PSV Köln                      | 4:49:20  |
| 04. | Ulrich Rottler   | Stuttgardia Stuttgart         | 4:11:13  |
| 05. | Michael Schenk   | MSC Cloppenburg               | 4:11:13  |
| 06. | Peter Gänsler    | Alpenrose Wilflingen          | 4:11:13  |
| 0 … |                  |                               |          |